# Mercedes-Benz W124
Автомобілі Mercedes-Benz W124 (заводське позначення серії кузова) офіційно носили індекси від «200» до «500Е» — виготовлялись з 1984 року до 1997 року.
Наступником W124 в 1995 році став більш сучасний Mercedes-Benz W210 з екстравагантним дизайном.

## Історія

### Історія створення

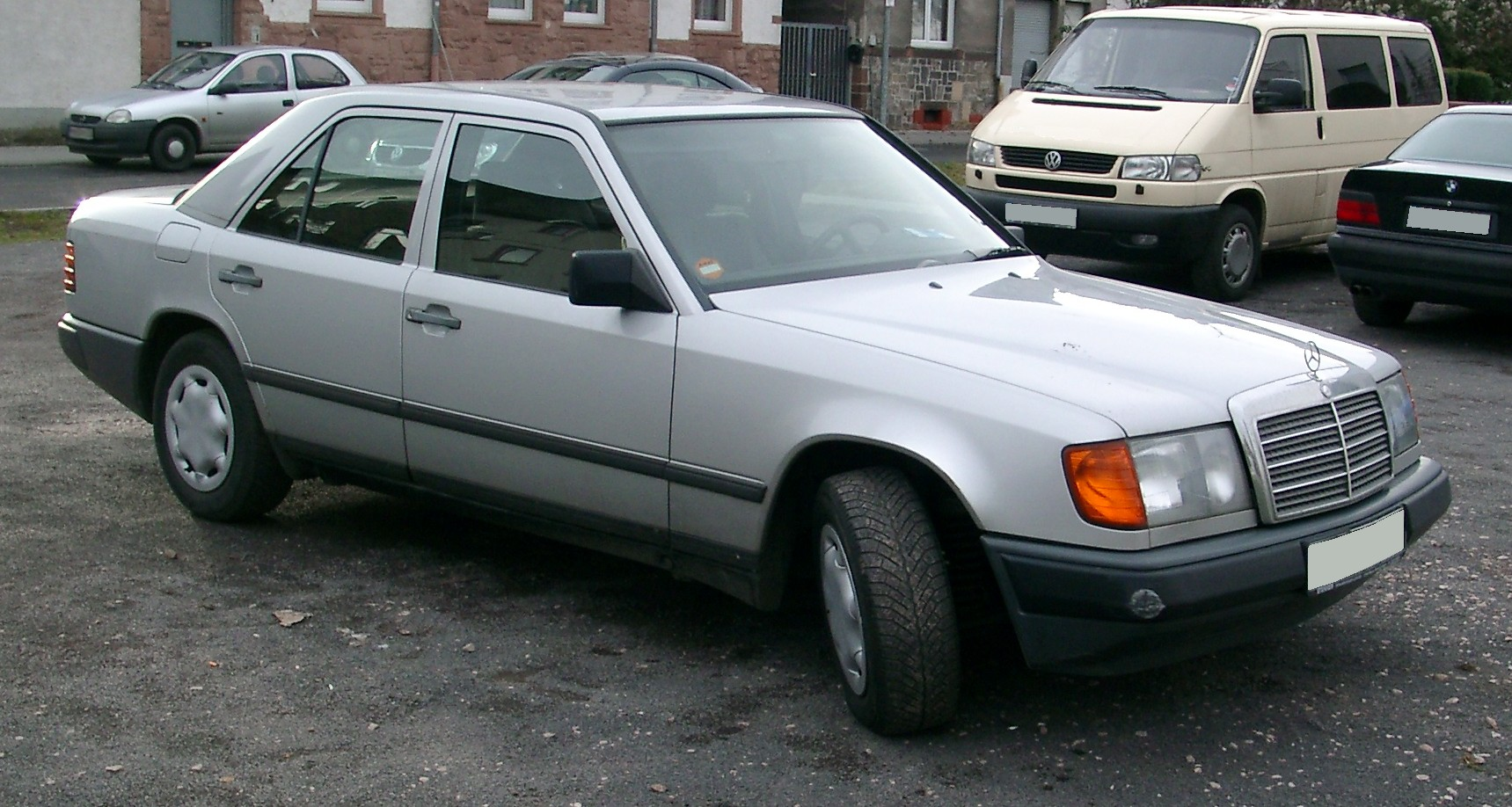
Mercedes-Benz W124 (1984—1989)

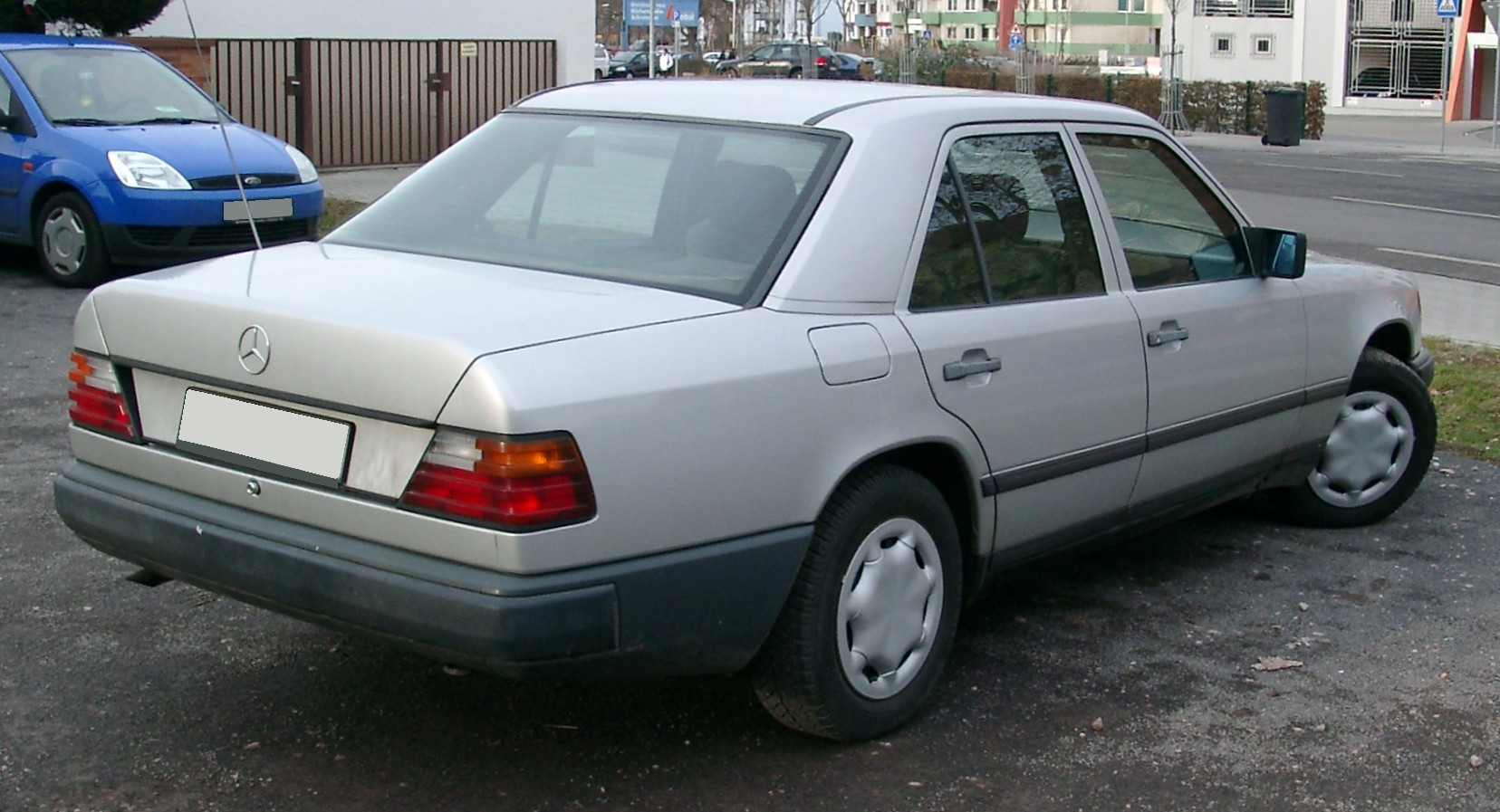
Mercedes-Benz W124 (1984—1989)

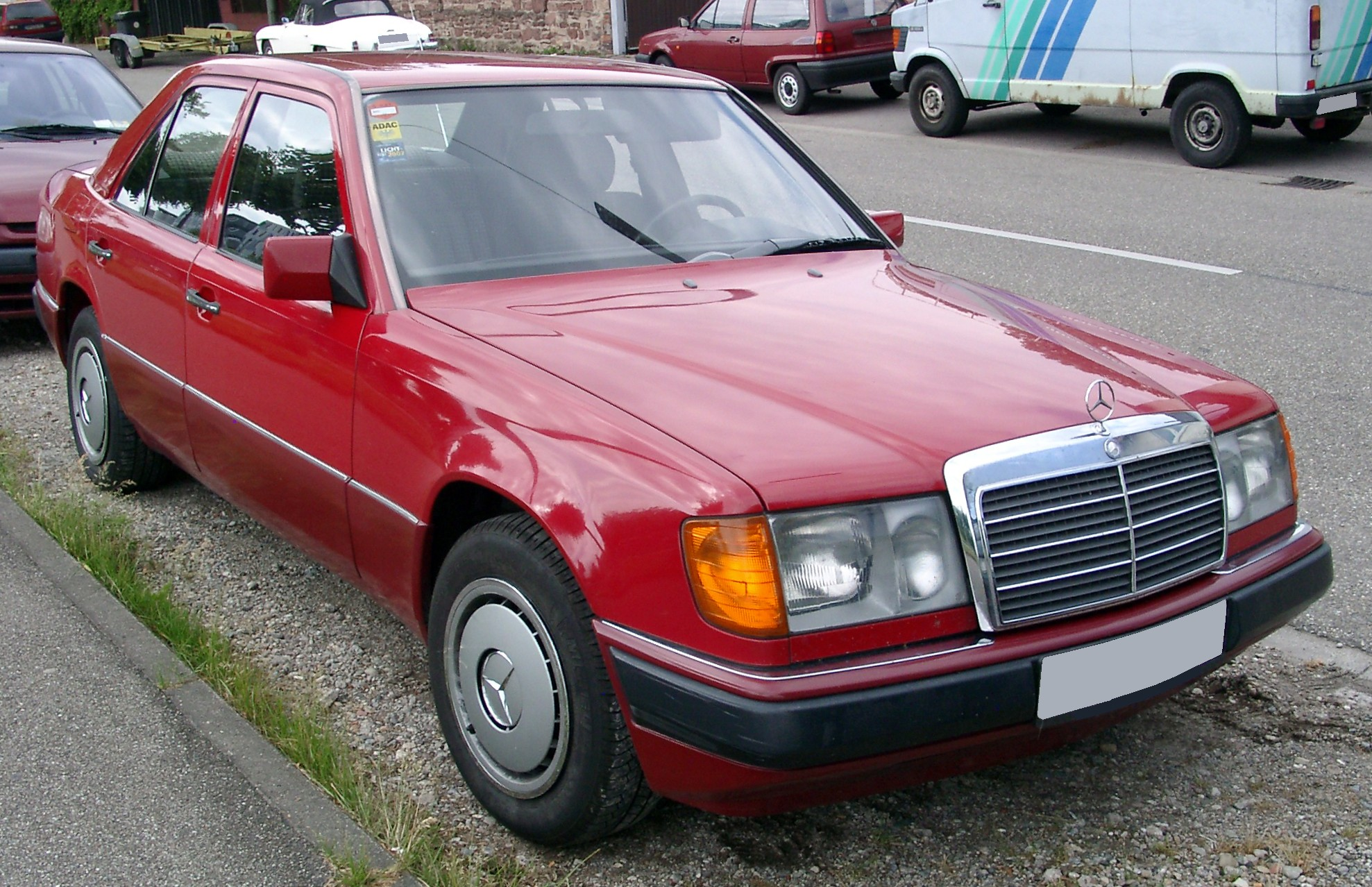
Mercedes-Benz W124 (Модернізація I, 1989—1993)

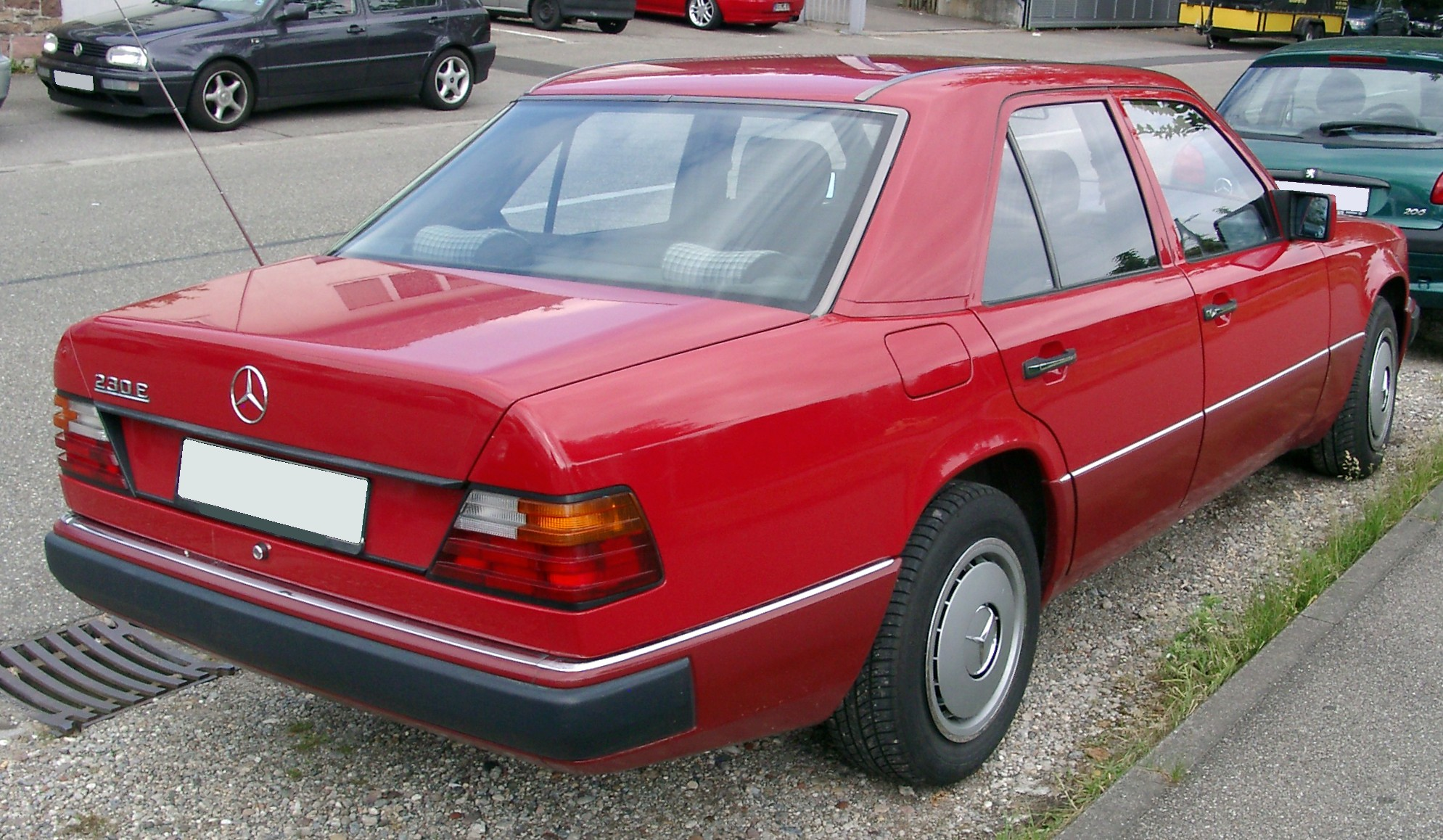
Mercedes-Benz W124 (Модернізація I, 1989—1993)

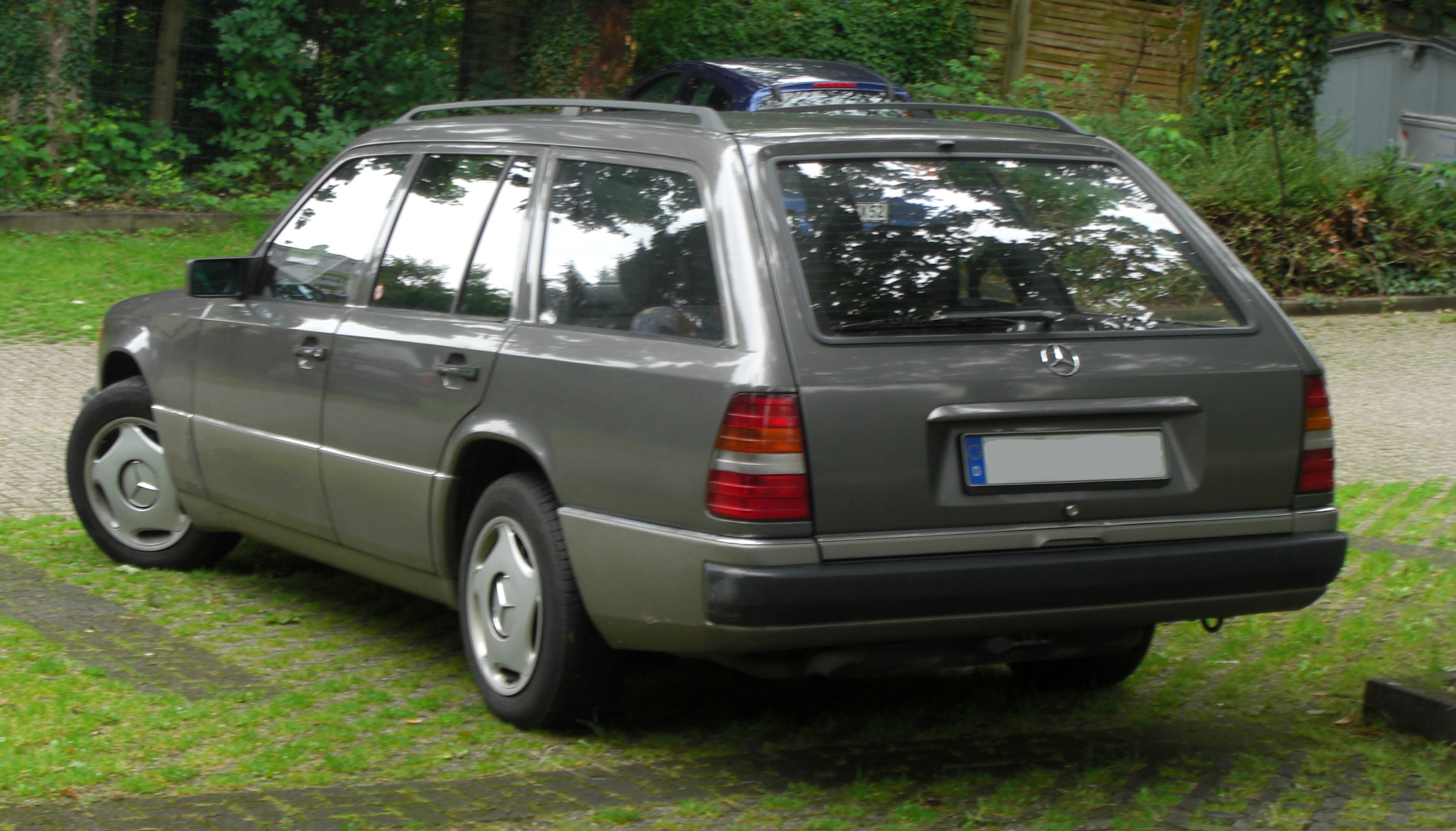
Mercedes-Benz S124 (Модернізація I, 1989—1993)

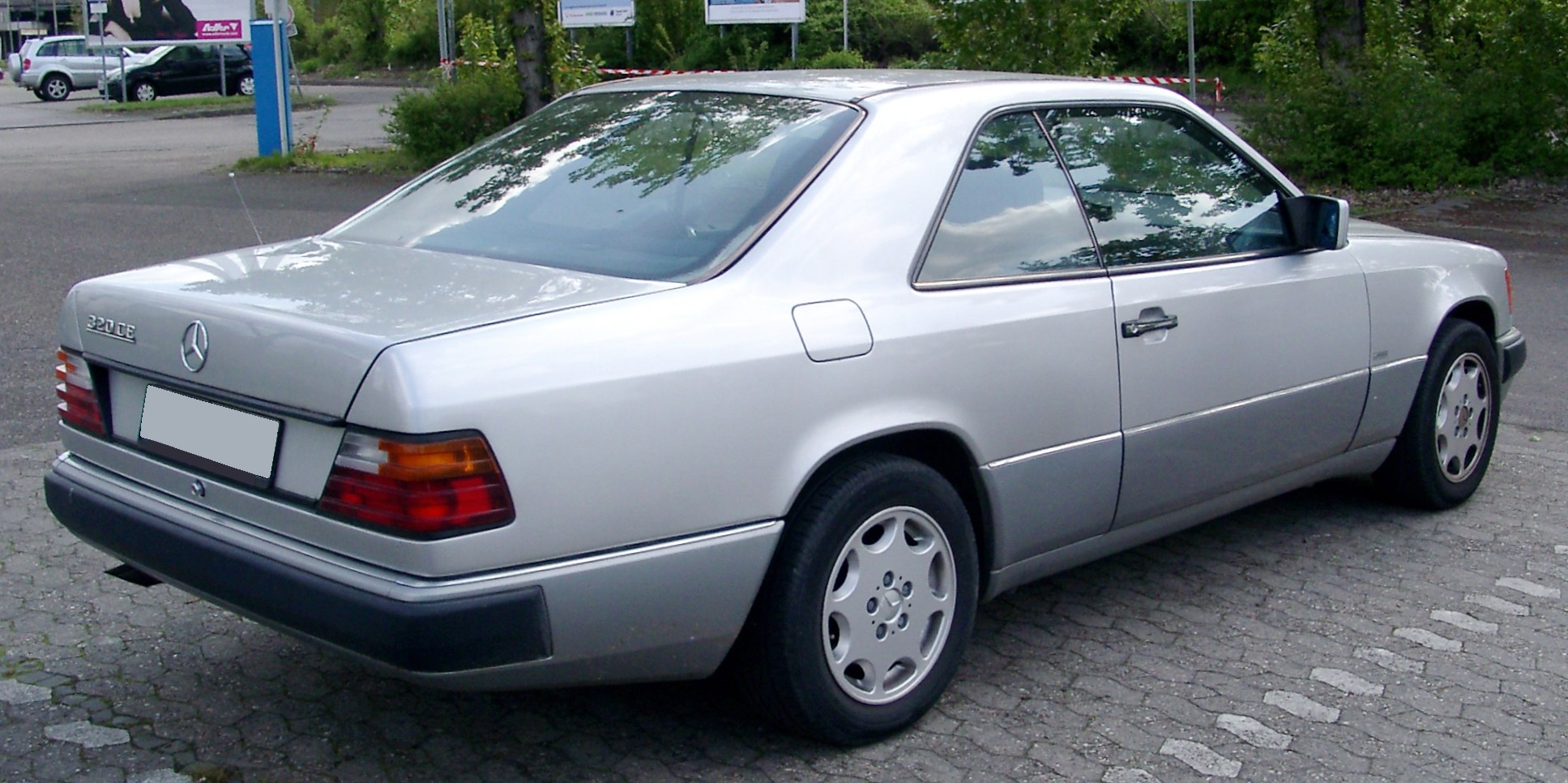
Mercedes-Benz C124 (Модернізація I, 1989—1993)

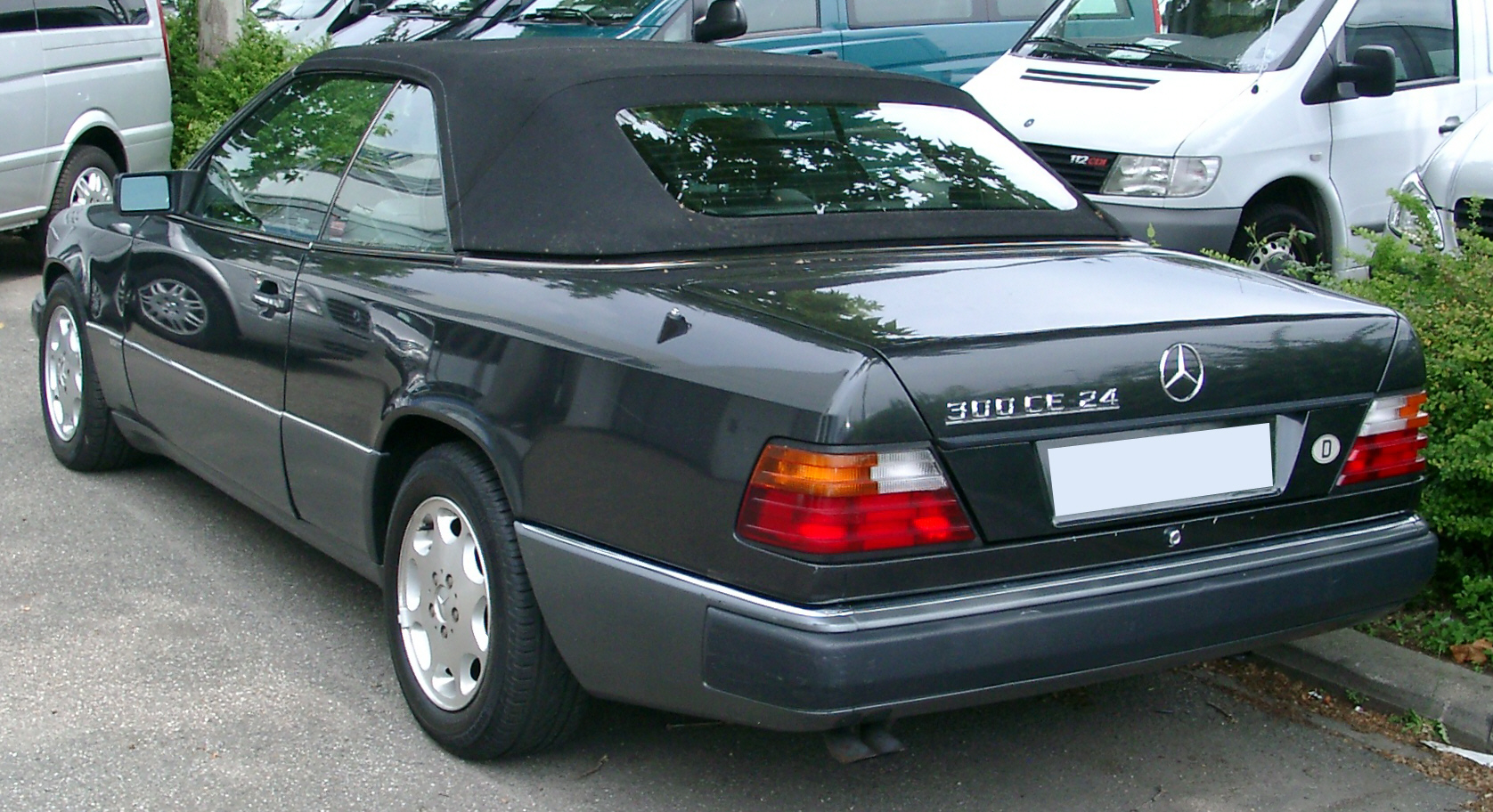
Mercedes-Benz A124 (Модернізація I, 1991—1993)

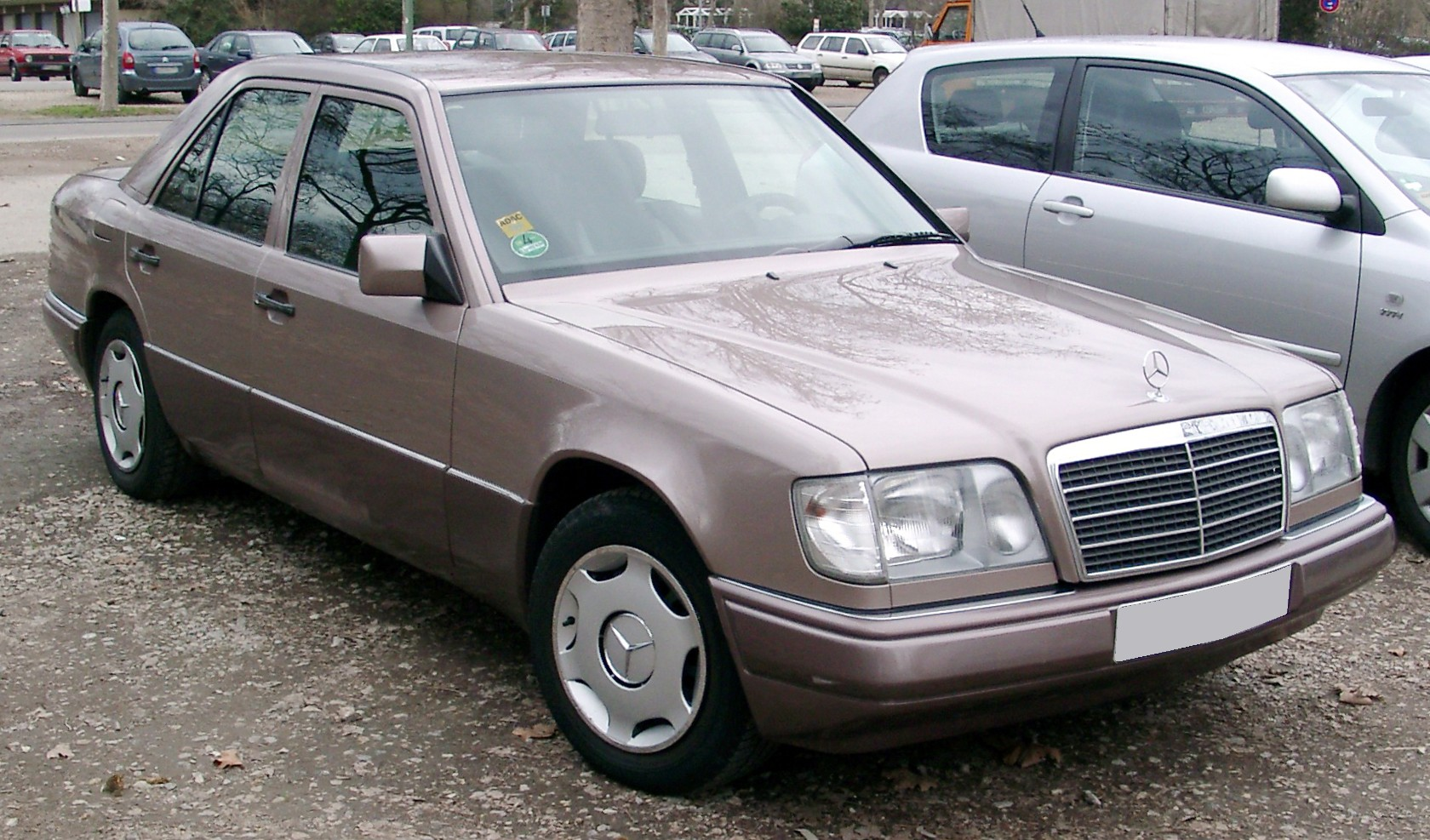
Mercedes-Benz W124 (Модернізація II, 1993—1995)

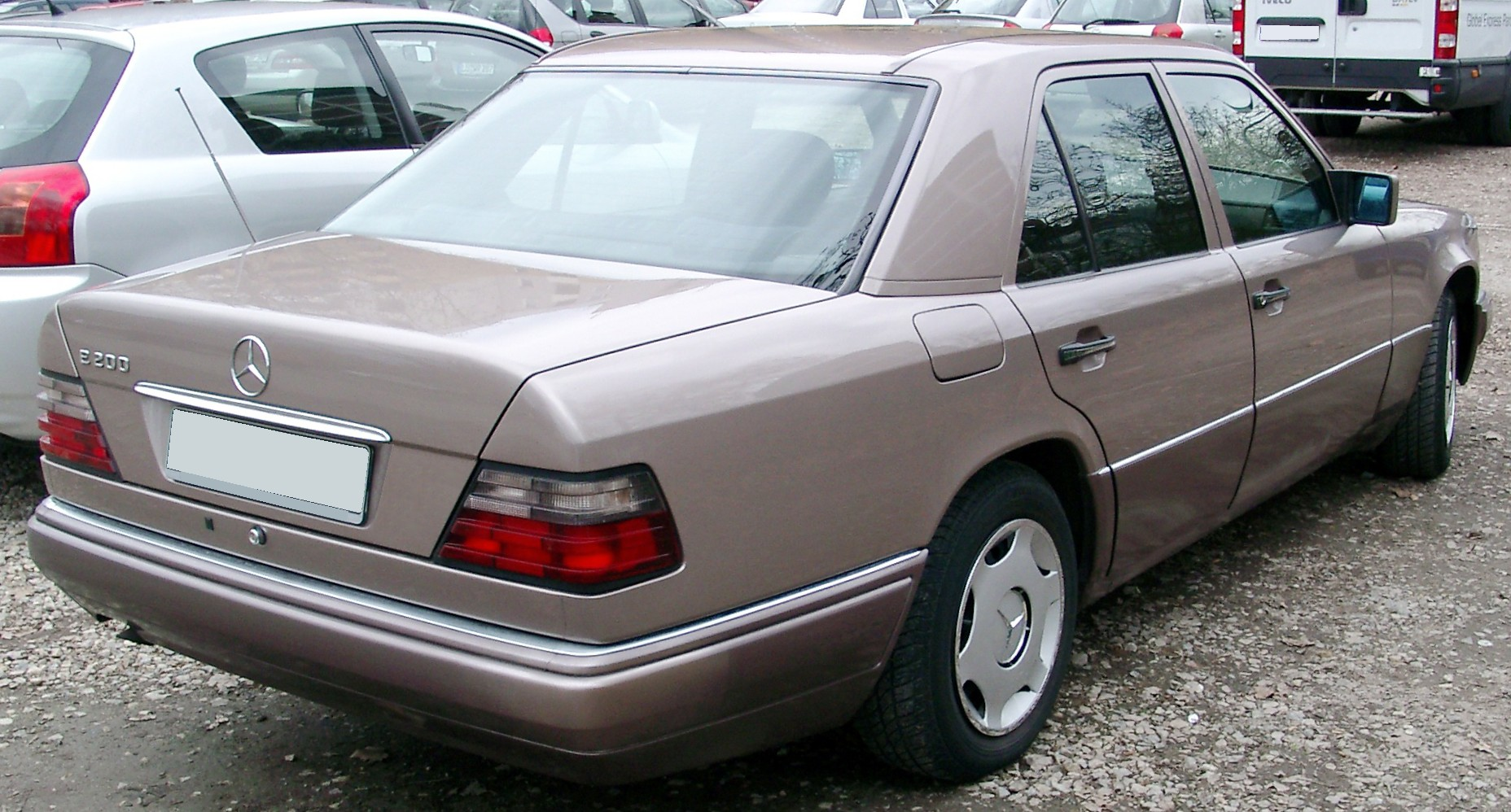
Mercedes-Benz W124 (Модернізація II, 1993—1995)

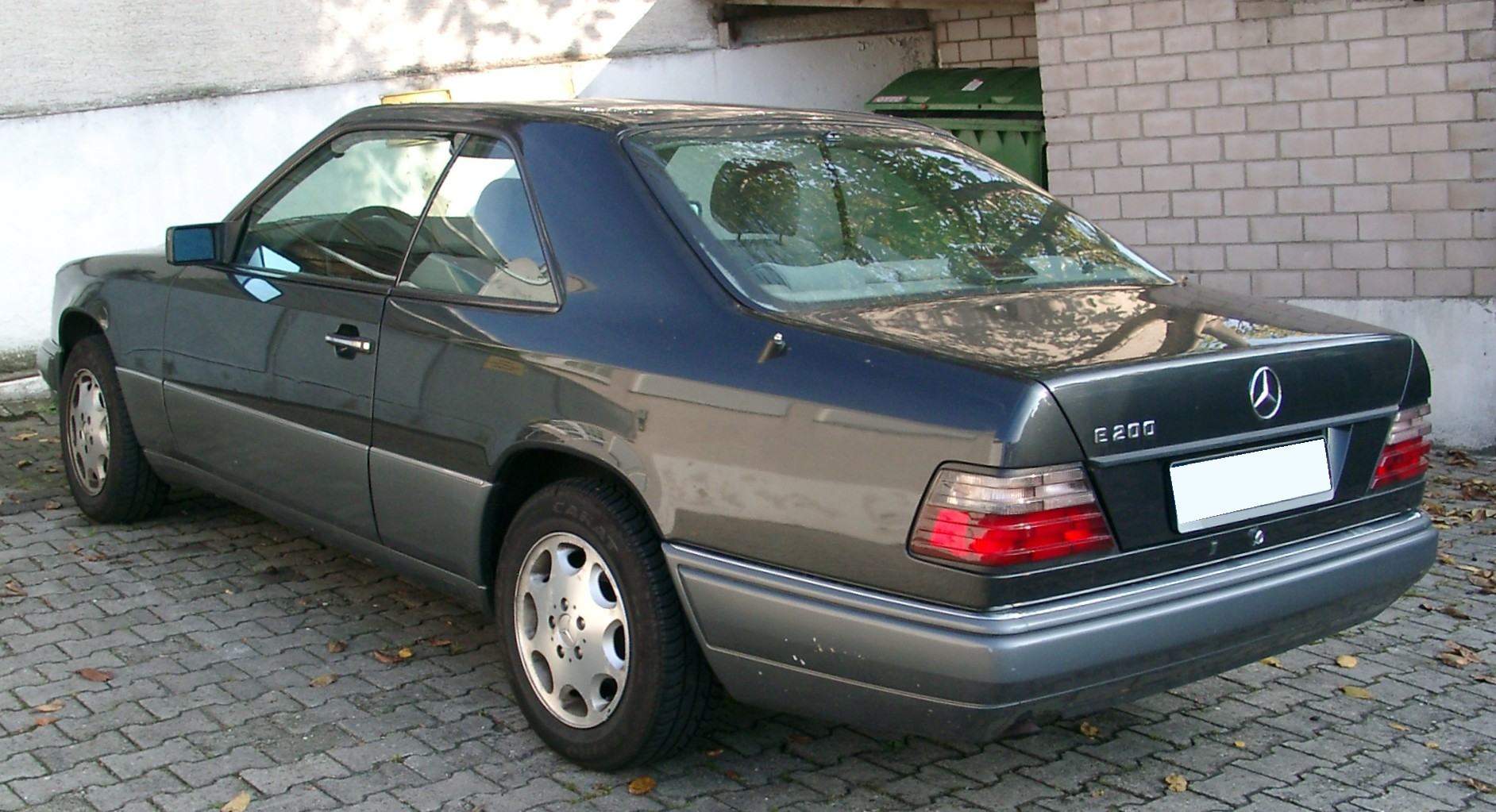
Mercedes-Benz C124 (Модернізація II, 1993—1996)

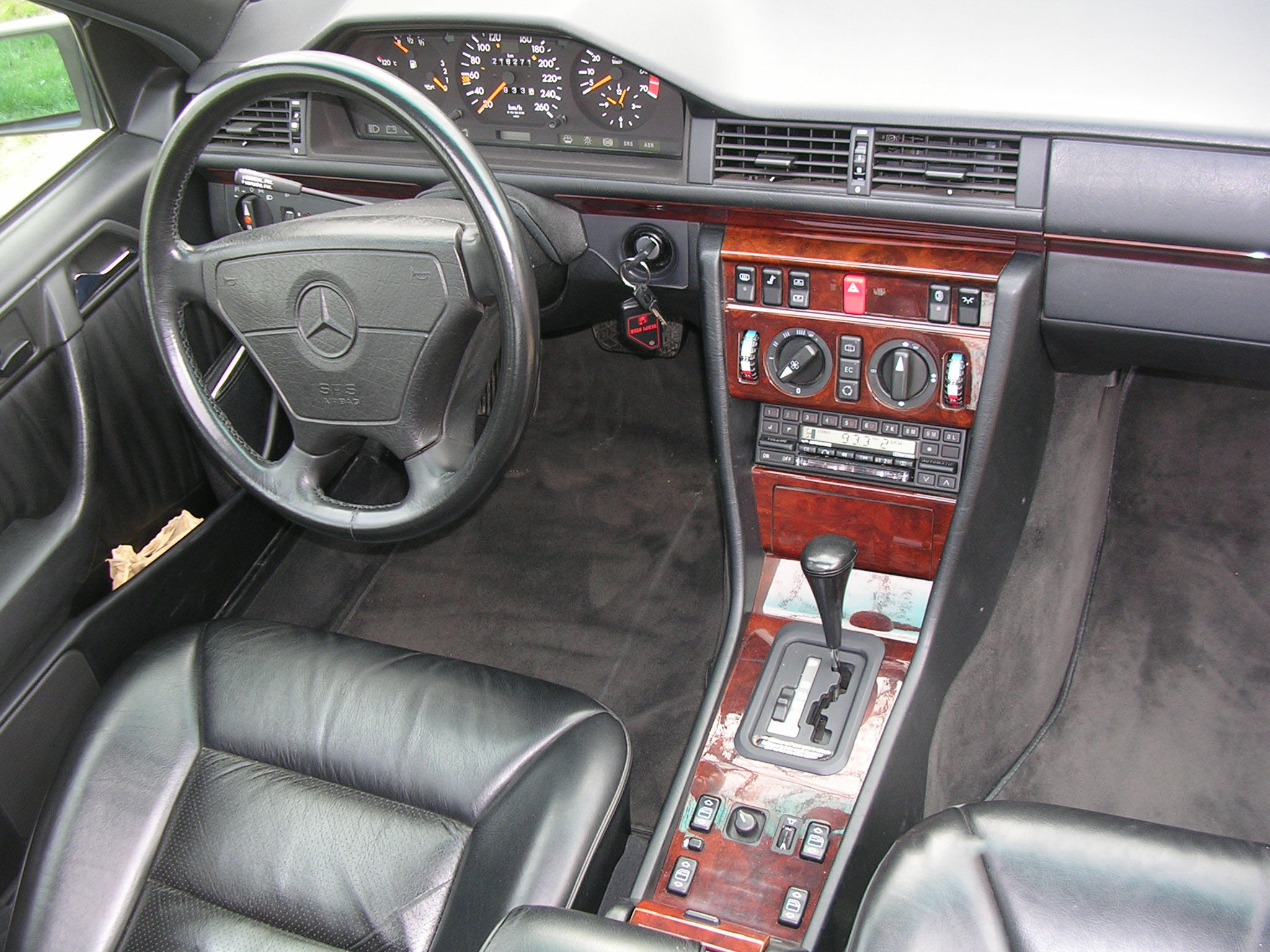
Mercedes-Benz W124 вигляд салону

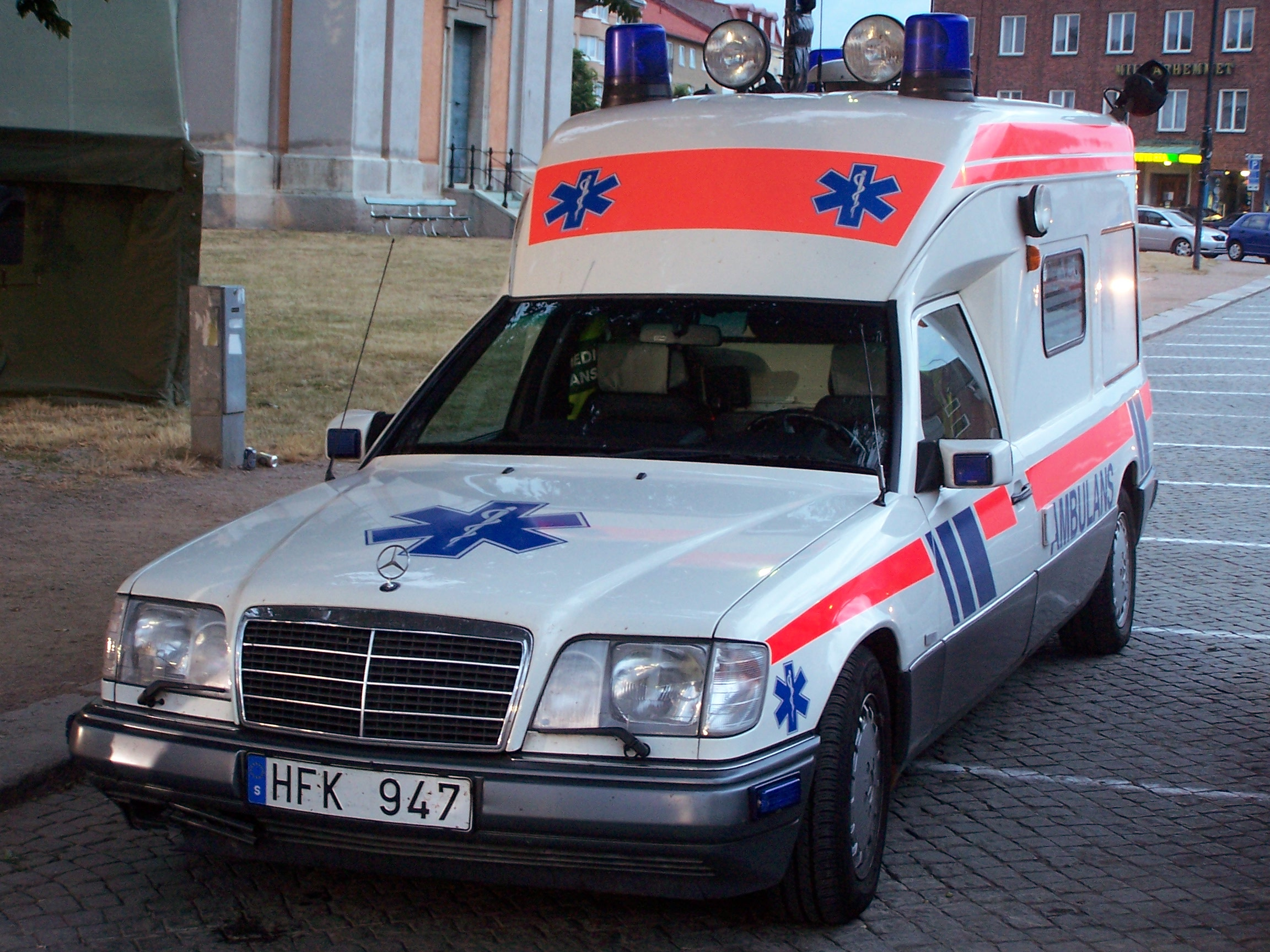
Швидка допомога

На початку 80-х прийшла пора готувати заміну одному з наймасовіших легкових автомобілів фірми Мерседес-Бенц — серії W123. Особливо це стало очевидним, коли став падати рівень продажів після виходу в світ Mercedes-Benz W201. Крім того, з появою нового автомобіля Audi 100 посилилася конкуренція в середньому класі. Рішення було цілком очевидним — створити в стислі терміни на базі технічних рішень і конструкторських і дизайнерських розоробок новий автомобіль середнього класу.
Практично все, що було напрацьовано для компактної серії, перекочувало у середній клас. Були враховані і всі конструктивні недоліки, виявлені в процесі експлуатації W201 в перші роки. На нову серію було вирішено поставити практично всю гаму двигунів, що існувала в той час. Однак, посиленні норми викиду шкідливих речовин і посилені вимоги до динамічних характеристик, зажадали від конструкторів розробити нові більш потужні і економічні двигуни. Тому на додаток до порівняно малопотужних двигунів були розроблені нові рядні «шістки» — бензиновий серії M103 (він же став встановлюватися і на оновлений ряд моделей S-класу в кузові W126) і дизельний серії OM603.
Прем'єра нової серії відбулася у Севільї 5 листопада 1984 року. Машина була прийнята дуже добре. Свіжий дизайн і сучасна конструкція виграшно виглядали на тлі вже морально застарілого попередника. Добре прораховані зони деформації кузова, установка АБС і подушки безпеки для водія забезпечували високу активну і пасивну безпеку. Аеродинаміка була істотно (на третину!) поліпшена. І хоча на фоні уже звичного W201 новий автомобіль не здавався особливим, він був приречений на успіх.
Проте не обійшлося і без недоліків. Стислі терміни розробки та впровадження автомобіля позначилися на якості. У перші місяці власники скаржилися на проблеми з двигунами, що деренчить салон, дрібні проблеми з рульовим керуванням і ходової. Особливо гостро це відчули таксисти, тому що традиційно значна частина Мерседесів середнього класу використовувалася як таксі, готельні й орендовані автомобілі.
Автомобіль постійно оновлювався, для нього пропонувалося дедалі більше опцій. Поява купе й універсала було цілком очікуваною. Також традиційним був випуск подовжених седанів і кузовів для спецавтомобілів. Але приємною несподіванкою стала поява повнопривідної версії 4MATIC («фірматік»). Це стало відповіддю на зрослу з боку фірм Ауді та БМВ конкуренцію в середньому класі.
Серія W124 здобула заслужену повагу за високу надійність двигунів, добре продуману ергономіку просторого салону, відмінну якість складання і довговічність підвіски. Випущений тиражем понад 2,5 млн примірників, він став справді народним автомобілем і в 1995 році, після 11 років успішного виробництва, був замінений новою серією W210.

### Історія випуску
5 листопада 1984 у Севільї були представлені перші седани серії W124 — моделі 200, 230E, 260E, 300E з бензиновими двигунами, а також 200D, 250D, 300D — з дизельними.
На міжнародному салоні у Франкфурті у вересні 1985 року фірма представила значне число нових моделей в усіх класах і передових технічних рішень, у тому числі нові двигуни для різних серій, а також системи ASD і ASR. У рамках W124 були представлені нові моделі: седан 200Е, універсали (T-Limousine) 200T, 230TE, 300TE, 200TD, 250TD. Також вперше були представлені повнопривідні варіанти седанів і універсалів під фірмовим найменуванням 4MATIC, однак перші продажі «фірматіків» почалися тільки в 86-87 роках. З вересня 1985 практично всі моделі (за винятком карбюраторною моделі 200) стали оснащуватися, за бажанням, трикомпонентним каталітичним нейтралізатором вихлопних газів (каталізатор).
У 1986 році каталізатор став пропонуватися і для моделей 200 і 200T. У цьому ж році з'явилася і модель 300D Turbo, яка пропонувалася тільки для ринку США.
На виставці в Женеві в березні 1987 року були представлені перші моделі купе — 200CE, 230CE і 300CE. До основних стилістичних особливостей купе можна віднести порівняно високу задню частину даху (що дозволяло комфортно відчувати себе заднім пасажирам) і широкі молдінги, забарвлені з контрастний основному колір. У вересні на франкфуртському автосалоні турбодизельні моделі 300D Turbo і 300D Turbo 4MATIC. Зовні модель з турбодизелем можна було відрізнити по ряду вузьких щілин на передньому правому крилі (для повітрозабірника).
Рік потому, в 1988, були представлені ще дві моделі — 200E і 250D Turbo. Дволітровий інжекторний двигун на 200E раніше вже встановлювався на аналогічній моделі серії W201 для італійського ринку, а турбодизельний варіант дійсно став новинкою. У цьому ж році, з вересня, АБС і обігрівач правого дзеркала зовнішнього виду переходять в розряд серійного обладнання. Серія також отримує таку ж, як на S-класі, систему омивання скла: підігрів бачка з рідиною і підігрів сопел розпилювачів.
У 1989 році вступила в дію програма «Дизель-89». У рамках цієї програми з лютого 89 року на всі дизельні моделі всіх серій стали встановлюватися значно доопрацьовані дизельні двигуни з новими предкамерами і поліпшеними ТНВД. Всі ці заходи дозволили знизити димність вихлопу на 40 % і випустити на ринок США (де діяли в той момент найсуворіші норми) двигуни без фільтрів сажі. Потужність і момент двигунів навіть злегка збільшився. Як додатковий засіб для зниження викиду шкідливих речовин дизельних двигунів з 1990 року став пропонуватися спеціально розроблений дуже ефективний каталізатор (Oxidationskatalysator).
У вересні 1989 року відбулася велика модернізація всієї серії. У першу чергу це торкнулося зовнішнього вигляду. Усі моделі отримали широкі молдінги (як раніше — купе), у верхньому краї яких з'явилися тонкі декоративні накладки полірованої сталі. Корпуси зовнішніх дзеркал стали забарвлюватися в колір кузова. Також з'явилися хромовані накладки на ручках дверей і на лобовому і задньому склі. Салон був також оновлено: з'явилися нові сидіння, більше дерев'яних деталей в обробці.
Усі моделі, за винятком «фірматіків», отримали Sportline-пакет як додаткову опцію. Він включав в себе жорсткішу «спортивну» пару амортизатор-пружин, широку низкопрофильную гуму 205/60 R15 на легкосплавних або сталевих дисках, нижчу посадку, кермо і ручку КПП з шкіряною обробкою і змінені сидіння спереду і ззаду.
Також був представлений новий 3-х літровий бензиновий двигун M104 з чотирма клапанами на циліндр. Раніше він був випробуваний на серії R129, а тепер пропонувався для всіх трьох основних типів кузовів в серії W124: 300E-24, 300CE-24 і 300TE-24. Купе з цим двигуном стало топ-моделлю і отримало як серійне обладнання електричні склопідйомники, кермо і ручку КПП зі шкіри, легкосплавні диски, дерев'яні вставки та панелі з кореня горіха і підсвічування дверей при їх відкритті.
До трьох типів кузовів додався четвертий — подовжений седан. Розроблений в тісній співпраці з фірмою Binz з Лорха, цей варіант кузова отримав збільшену на 800 мм базу. На автосалоні були представлені дві подовжених моделі — 260E Lang і 250D Lang. Вони мали шість дверей і додатковий повнорозмірний ряд сидінь, що дозволяло комфортно розмістити в салоні 8 осіб. Ці моделі призначалися, переважно, для роботи як готельні автомобілі і таксі і в серійному виробництві з'явилися з травня 1990 року. Крім цього обмеженими партіями випускалися кузови для спеціального призначення (катафалки, машини швидкої допомоги тощо) Вони також мали подовжені варіанти шасі.
Основною новинкою 1990 року стала модель 500E, оснащена V-подібною «вісімкою» з чотирма клапанами на циліндр, об'ємом 5,0 л і потужністю 326 к.с. Оснащена 4-ступінчастою АКПП, модель розвивала швидкість 250 км / год і розганялася від 0 до 100 км/год за 6,1 с. Нова модель базувалася на двигуні від моделі 500SL серії R129 і була значно доопрацьована. Для запобігання пробуксовування коліс стандартно встановлювалася система ASR, задня підвіска отримала гідропневматичне регулювання рівня, каталізатор був збільшений майже удвічі, а система упорскування KE-Jetronic була замінена на електронну систему LH-Jetronic.
Модель 500E була розроблена у співпраці з фірмою Порше. Автомобілі виготовлялися на заводах Порше в Цуффенхаузені, а потім доставлялися на заводи Мерседес-Бенц в Зіндельфінгені для фарбування і остаточної передпродажної підготовки. Таким чином, автомобіль вважався виробленим Мерседес-Бенц, мав всю символіку Мерседес-Бенц і «рідні» ідентифікаційні номери. Зовні цю модель можна було відрізнити за розширеними колісними арками, широким низькопрофільним шинам 255/55 ZR16 на легкосплавних дисках з вісьмома отворами («ромашка») і вбудованим в нижню частину переднього бампера додатковим протитуманним фарам.
У вересні 1991 року на автосалоні у Франкфурті був представлений п'ятий тип кузова серії W124 — кабріолет, модель 300CE-24. Двадцятирічна перерва у випуску чотиримісних кабріолетів лишилася в минулому.
У червні 1992 року був випущений 2-х мільйонний автомобіль серії W124, а у вересні відбулася практично повна зміна двигунів всіх моделей. Всі двигуни стали відтепера стали з чотирма клапанами на циліндр, старі системи інжекторів змінилися новими системами електронного уприскування. Нові двигуни відрізнялися підвищеною потужністю, максимальний обертовий момент також підвищився і змістився до нижчих обертів. Споживання палива знизилося. Штатна установка каталізатора сприяла зменшенню викидів шкідливих речовин в атмосферу. Зі старих двигунів на цей момент тільки 3-х літровий M103 залишився на відповідних моделях кабріолета і «фірматіка».
Крім цього, великий список опцій перейшов в розряд штатного обладнання: подушка безпеки, центральний замок, електрично регульовані дзеркала заднього виду ліворуч і праворуч, а також було скасовано націнка на п'ятиступінчасту ручну КПП для молодших моделей.
У цьому ж році з'явилася і нова модель 400E (яка, справедливості заради, випускалася вже рік для США і Японії). На ній був встановлений двигун 4,2 літра V8 від відповідної моделі S-класу 400SE серії W140. Модель ця не дотягувала, звичайно, до показників 500E, однак, володіла гарними характеристиками (279 к.с., 7,2 с до 100 км / год, 250 км / год максимальна швидкість з обмежувачем). Зовні модель ніяк не відрізнялася від інших, однак, передня частина була перероблена під такий великий двигун, а частина шасі і гальмівної системи перекочувала з R129. Каталізатор був узятий від моделі 500E. Модель пропонувалася за значно меншу суму — 85 тисяч марок проти 135 тисяч за 500E.
З кінця 1992 року до середини 1993 року були модернізовані і дизельні двигуни. П'яти-і шестициліндрові двигуни також перейшли на чотири клапани на циліндр, а чотирициліндрові і турбовані залишилися з двома клапанами на циліндр. У нових моделях повітрозабірники були розташовані у вигляді вузьких щілин на правому передньому крилі, як раніше на турбодизелях. Нові двигуни мали більший крутний момент і потужність, а споживання палива при повному навантаженні було скорочено на 8 %. Крім того, на 30 % був знижений рівень викиду шкідливих речовин. Для подальшого зниження рівня викидів на всі дизельні моделі стали встановлюватися каталізатори.
У 1993 році відбувається зміна позначень класів, вся серія W124 тепер відноситься до Е-класу. Позаяк карбюраторних двигунів більше не випускали, буква «Е», що позначала відміну інжекторних моделей, тепер скасовувалася. Усі моделі отримували тепер літеру «Е» (як ознака класу) на початку найменування моделі. Далі йшов звичний індекс обсягу двигуна. Від букв «С» і «Т» позначення типу кузова також вирішено відмовитися, а у дизельних моделей була скасована літера «D». Дизельні моделі отримали приставку «DIESEL» і «TURBODIESEL» на правій стороні кришки багажника. Втім, за бажанням, ці написи при замовленні автомобіля можна було і опустити, вибравши відповідну опцію.
Зміна системи класифікації збіглося з черговим великим оновленням зовнішності серії. Воно було зумовлене спільними стилістичними змінами у всіх класах одночасно. Решітка радіатора була інтегрована в капот як на C-і S-класах, також була змінена і зірка на капоті. Покажчики поворотів спереду і ззаду стали безбарвними (білими), лампочка всередині них стала жовто-оранжевою. Форма передніх фар злегка змінилася. Кришка багажника отримала іншу форму. Захисні накладки бамперів стали забарвлюватися в колір кузова, а на задньому бампері накладка доходила тепер до колісних арок. Колеса тепер отримали легкосплавні диски з новим малюнком: замість восьми — шість отворів.
Після цього серія W124 випускалася ще два роки і в червні 1995 року стала поступово замінюватися новою серією W210. Виробництво частини моделей було згорнуто у 1995 році, а інша частина — у 1996. Дві моделі (E220 і E250 Diesel) були передані для подальшого виробництва на завод в індійське місто Поона (за деякими відомостями, там відбувалося лише складання). За деякими відомостями за спеціальними замовленнями невелику кількість кабріолетів було вироблено в 1997 році для ринку США.
Всього за 11 років було вироблено трохи більше 2,5 мільйонів автомобілів цієї серії.

## Типи кузовів серії W124
Серія W124 відрізнялась великим різноманіттям кузовів: крім класичного чотиридверного седана, виготовлявся п'ятидверний універсал (заводський індекс S124), який позначався додатковою літерою «Т» в індексі (приклад: Mercedes-Benz 230T), дводверне купе-хардтоп (заводський індекс C124), дводверний кабріолет (заводський індекс A124) та чотиридверний семимісний седан, але без внутрішньої перегородки за передніми сидіннями.

## Маркування W124
До 1993 року: цифра — об'єм двигуна в десятках см2; далі йде позначення типу кузова: відсутність літери — седан, C — купе, Т — універсал, Long — подовжений седан; далі позначення двигуна: відсутність літери — карбюраторний двигун, Е — інжекторний двигун, D — дизельний двигун, напис Turbo говорить про наявність турбонадуву; а 4 MATIC — повнопривідну модифікацію. Наприклад, 300 4 MATIC — автомобіль з кузовом седан з двигуном об'ємом 3,0 л і повним приводом.
Після 1993 року: Е — приналежність до сімейства автомобілів Е-класу; цифра — об'єм двигуна в десятках см3. Наприклад, E200 — автомобіль Е-класу з двигуном об'ємом 2,0 л.

## Північноамериканське виконання
Малопотужні версії машин не поставлялися на північноамериканський ринок. Решта комплектувалися тільки АКПП. Зовні північноамериканські моделі дещо відрізнялися від європейських:
- Фари мали металеву окантовку.
- Передні поворотники виконували роль габаритів, тому розсіювач був безбарвним, але мав помаранчеві бічні частини.
- Включення ближнього світла при включенні запалення (для канадських машин).
- У передньому бампері відсутнє місце під номерний знак.

## Статистика продаж
Всього було виготовлено 2.583.470 екземплярів Mercedes W124. Розподіл продаж відповідно до типу кузова:
- Limousine: 2.058.777 Штук
- Kombi: 340.503 Штук
- Coupé: 141.498 Штук
- Cabrio: 33.968 Штук
- Подовжена версія: 2.362 Штук
- Швидка допомога: 6.426 Штук

## Моделі
| Модель                                  | Рік випуску | Маркування двигуна | Потужність кВт (к.с.)                               |
| --------------------------------------- | ----------- | ------------------ | --------------------------------------------------- |
| Limousine (W124)                        |             |                    |                                                     |
| 200 D                                   | 1985–1993   | OM601              | 53 (72), з 2/1989 55 (75)                           |
| E 200 Diesel                            | 1993–1995   | OM601              | 55 (75)                                             |
| 250 D                                   | 1985–1993   | OM602              | 66 (90), з 2/89 69 (94), з KAT 66 (90)              |
| 250 D Turbo (300 D 2.5 Turbo(США)(1990) | 1988–1993   | OM602              | 93 (126)                                            |
| E 250 Turbodiesel                       | 1993–1995   | OM602              | 93 (126)                                            |
| E 250 Diesel                            | 1993–1996   | OM605              | 83 (113)                                            |
| 300 D                                   | 1985–1993   | OM603              | 80 (109), з 2/89 83 (113), з KAT 81 (110)           |
| 300 D 4MATIC                            | 1987–1991   | OM603              | 80 (109), з 2/89 83 (113), з KAT 81 (110)           |
| 300 D Turbo                             | 1986-1993   | OM603              | 105 (143), з 9/88 108 (147)                         |
| E 300 Turbodiesel                       | 1993–1995   | OM603              | 108 (147)                                           |
| 300 D Turbo 4MATIC                      | 1988–1993   | OM603              | 105 (143), з 9/88 108 (147)                         |
| E 300 Turbodiesel 4MATIC                | 1993-1995   | OM603              | 108 (147)                                           |
| E 300 Diesel                            | 1993–1995   | OM606              | 100 (136)                                           |
| 200                                     | 1985-1990   | M102               | 80 (109), з KAT 77 (105)                            |
| 230 E                                   | 1985–1992   | M102               | 100 (136), з 9/89 97 (132)                          |
| 200 E                                   | 1985–1993   | M102, з 9/92 M111  | 90 (122), з 9/89 87 (118), з 9/92 100 (136)         |
| E 200                                   | 1993–1995   | M111               | 100 (136)                                           |
| 220 E                                   | 1992–1993   | M111               | 110 (150)                                           |
| E 220                                   | 1993–1996   | M111               | 110 (150)                                           |
| 260 E                                   | 1985–1992   | M103               | 125 (170), з 9/85 122 (166), з KAT 118 (160)        |
| 260 E 4MATIC                            | 1987–1991   | M103               | 122 (166), з KAT 118 (160)                          |
| 280 E                                   | 1992–1993   | M104               | 145 (197)                                           |
| E 280                                   | 1993–1995   | M104               | 142 (193)                                           |
| 300 E                                   | 1985–1992   | M103               | 140 (190), з 9/85 138 (188), з KAT 132 (180)        |
| 300 E 4MATIC                            | 1987–1993   | M103               | 138 (188), з KAT 132 (180)                          |
| E 300 4MATIC                            | 1993–1995   | M103               | 132 (180)                                           |
| 300 E-24                                | 1989–1992   | M104               | 162 (220), без КАТ 170 (231) (300 Е-24 RUF)         |
| 320 E                                   | 1992–1993   | M104               | 162 (220)                                           |
| E 320                                   | 1993–1995   | M104               | 162 (220)                                           |
| 400 E                                   | 1990–1993   | M119               | 205 (279) (286?)                                    |
| E 420                                   | 1993–1995   | M119               | 205 (279) (286?)                                    |
| 400E 4.2 AMG                            | ?           | M119               | 229 (312)                                           |
| 500 E                                   | 1990–1993   | M119               | 240 (326)                                           |
| E 500                                   | 1993–1995   | M119               | 235 (320)                                           |
| 500 E 6.0 AMG                           | 1992–1993   | M119               | 280 (381)                                           |
| E 60 AMG                                | 1993–1994   | M119               | 280 (381)                                           |
| Long version (V124)                     |             |                    |                                                     |
| 250 D Lang                              | 1990–1993   | OM602              | 69 (94), з KAT 66 (90)                              |
| E 250 Diesel Lang                       | 1993–1994   | OM605              | 83 (113)                                            |
| 260 E Lang                              | 1990–1992   | M103               | 118 (160)                                           |
| 280 E Lang                              | 1992–1993   | M104               | 145 (197)                                           |
| E 280 Lang                              | 1993–1994   | M104               | 142 (193)                                           |
| T-Modell (Kombi) (W124T)                |             |                    |                                                     |
| 200 TD                                  | 1984–1991   | OM601              | 53 (72), з 2/89 55 (75)                             |
| 250 TD                                  | 1984–1993   | OM602              | 66 (90), з 2/89 69 (94), з KAT 66 (90)              |
| 250 TD Turbo                            | 1988–1993   | OM602              | 93 (126)                                            |
| E 250 Turbodiesel                       | 1993–1996   | OM602              | 93 (126)                                            |
| E 250 Diesel                            | 1993–1996   | OM605              | 83 (113)                                            |
| 300 TD                                  | 1984–1993   | OM603              | 80 (109), з 2/89 83 (113)                           |
| 300 TD Turbo                            | 1986–1993   | OM603              | 105 (143), з 9/88 108 (147)                         |
| E 300 Turbodiesel                       | 1993-1996   | OM603              | 108 (147)                                           |
| 300 TD Turbo 4MATIC                     | 1987–1993   | OM603              | 105 (143), з 9/88 108 (147)                         |
| E 300 Turbodiesel 4MATIC                | 1993–1995   | OM603              | 108 (147)                                           |
| E 300 Diesel                            | 1993–1996   | OM606              | 100 (136)                                           |
| 200 T                                   | 1985–1990   | M102               | 80 (109), з KAT 77 (105)                            |
| 230 TE                                  | 1985–1992   | M102               | 100 (136), з KAT 97 (132)                           |
| 200 TE                                  | 1988–1993   | M102, ab 9/92 M111 | 90 (122), з KAT 87 (118), з 9/92 100 (136)          |
| E 200 T                                 | 1993–1996   | M111               | 100 (136)                                           |
| 220 TE                                  | 1992–1993   | M111               | 110 (150)                                           |
| E 220 T                                 | 1993–1996   | M111               | 110 (150)                                           |
| 280 TE                                  | 1992–1993   | M104               | 145 (197)                                           |
| E 280 T                                 | 1993–1996   | M104               | 142 (193)                                           |
| 300 TE                                  | 1985–1992   | M103               | 138 (188), з KAT 132 (180)                          |
| 300 TE 4MATIC                           | 1987–1993   | M103               | 138 (188), з KAT 132 (180)                          |
| E 300 T 4MATIC                          | 1993–1995   | M103               | 132 (180)                                           |
| 300 TE-24                               | 1989–1992   | M104               | 162 (220), без КАТ 170 (231) (300 TЕ-24 RUF)        |
| 320 TE                                  | 1992–1993   | M104               | 162 (220)                                           |
| E 320 T                                 | 1993–1996   | M104               | 162 (220)                                           |
| E 36 T AMG                              | 1993–1996   | M104               | 200 (272)                                           |
| Coupé (C124)                            |             |                    |                                                     |
| 200 CE                                  | 1990–1993   | M102, з 9/92 M111  | 90 (122), з KAT 118, з 9/1992 100 (136)             |
| 230 CE                                  | 1987–1992   | M102               | 100 (136), з KAT 97 (132)                           |
| E 200 Coupé                             | 1994–1996   | M111               | 100 (136)                                           |
| 220 CE                                  | 1992–1993   | M111               | 110 (150)                                           |
| E 220 Coupé                             | 1993–1996   | M111               | 110 (150)                                           |
| 300 CE                                  | 1987–1992   | M103               | 138 (188), з KAT 132 (180)                          |
| 300 CE-24                               | 1989–1992   | M104               | 162 (220), без КАТ 170 (231) (300 CЕ-24 RUF)        |
| 320 CE                                  | 1992–1993   | M104               | 162 (220)                                           |
| E 320 Coupé                             | 1993–1996   | M104               | 162 (220)                                           |
| E 36 AMG Coupé                          | 1993–1996   | M104               | 200 (272)                                           |
| Cabriolet (A124)                        |             |                    |                                                     |
| E 200 Cabriolet                         | 1993–1997   | M111               | 100 (136)                                           |
| E 220 Cabriolet                         | 1993–1997   | M111               | 110 (150)                                           |
| 300 CE-24 Cabriolet                     | 1992–1993   | M104               | 162 (220), без КАТ 170 (231) (300 CЕ-24 Cabrio RUF) |
| 320 CE / E 320 Cabriolet                | 1992–1997   | M104               | 162 (220)                                           |
| 300 CE-24 3.4 AMG Cabriolet             | 1992–1993   | M104               | 185 (252)                                           |
| E 36 AMG Cabriolet                      | 1993–1996   | M104               | 200 (272)                                           |

### Спеціальні моделі

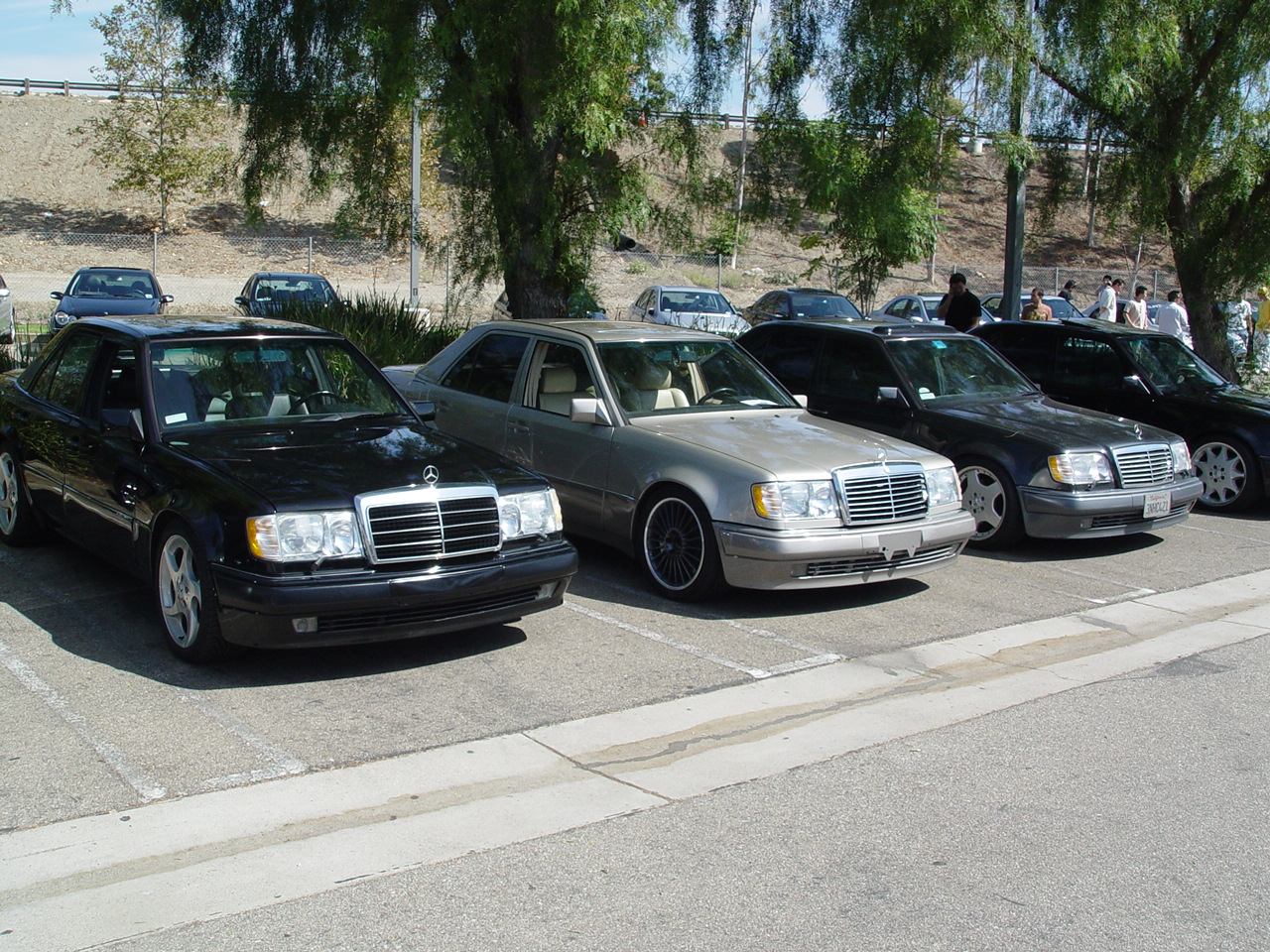
Mercedes-Benz E500

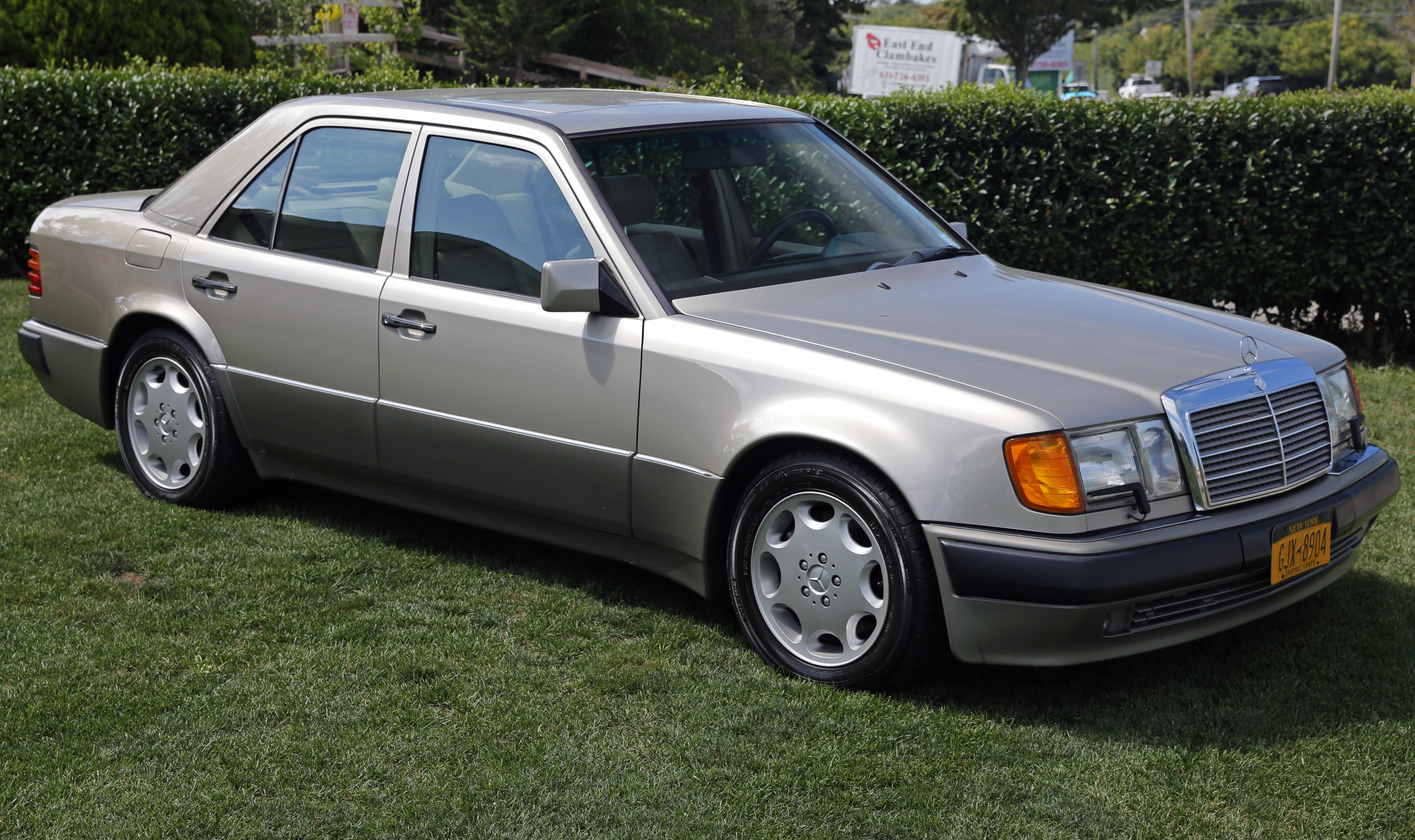
Mercedes-Benz 500E

#### Найпотужніші модифікації від Mercedes— 400Е / E420 і 500Е / E500. 500Е 6.0 AMG/ E60 AMG (1990—1995рр.)
- 500E (E500) (124.036) — V8 (M119.974), 5.0 л (4973 см³) 326 к.с. у ранньої версії 500E і 320 к.с. у Е500 (240 кВт), 470 (480 Нм у ранньої версії) Нм (3900 об/хв), до 100 км/год: 5.9 с. — 500E; 6.1 с. — E500. Випускався: 1990—1993 (500E), 1993—1995 (E500) рр.
- 400Е (E420) (124.034) — V8 (M119.975), 4.2 л (4196 см³) 279 к.с. (205 кВт), 400 Нм (3900 об/хв), до 100 км/год: 6.8 с. — 7.2 с. Випускався: 1990—1993 (400Е), 1993—1995 (E420) рр.
- 400E 4.2 AMG — V8 (AMG M119 E42) 4.2 л (4196 см³) 312 к.с. (229 кВт) (5750 об/хв), 425 Нм (4000 об/хв), до 100 км/год: — . Випускався: 1993—1995 рр. Виготовлено: всього 77 авто 16 з яких мали доопрацювання двигуна.
- 500E 6.0 AMG (E60 AMG) V8 (M119); 6.0 л (5956 см³), 381 к.с. (280 кВт), 580 Нм (3750 об/хв), до 100: 5,4 (5.2) c. (400 м — 13.9 c), макс. шв.: 282 км/год. Модель створена по укладеному контракту між Mercedes та AMG. Випускався: 1992—1993 (500E 6.0), 1993—1995 (E60) рр.

Макс. шв. заводських версій обмежена на позначці 250 км/год.

#### Ексклюзив від тюнінгових компаній
- E73 AMG V12 (M120); 7.3 л (7291 см³); 525 к.с. (386 кВт); 750 Нм (4000 об/хв) до 100: 4.7 с; макс. шв: 300 км/год[2]
- E70 AMG V12 (M120); 7.0 л (7055 см³); 496 к.с. (365 кВт); 720 Нм (3900 об/хв)
- E65 Brabus V8 (M119); 6.5 л 450 к.с. 488 Нм до 100: 5.2 с; макс. шв.: 285 км/год[3]
- E500 Brabus V12 (M120); 6.9 л 509 к.с. 710 Нм (3700 об/хв) до 100: 4.6 с
- 500E VÄTH V12 (M120); 7.2 л (7201 см³); 510 к.с. (375 кВт); 700+ Нм (4000 об/хв) до 100: <4.5 с; макс. шв.: 330 км/год[4]
- E73S Brabus E V12 (M120); 7.3 л (7255 см³) 582 к.с 772 Нм (3700 об/хв) до 100: 4,5 с; макс. шв.: понад 307 км/год
- E73 Brabus V12 (M120); 7.3 л (7255 см³) 530 к.с 754 Нм (3700 об/хв) до 100: 4,5 с; до 200: 15,7 с; макс. шв.: 307 км/год
- 600 CE Löwer (Coupe) V12 (M120); 6.0 л (5987 см³) 408 к.с. (300 кВт) 580 Нм (3800 об/хв) до 100: 5.3 с; макс. шв.: 285 км/год[5]

#### 300E AMG Hammer
Mercedes-Benz 300 E AMG Hammer являє собою седан 300 Е з встановленим у нього двигуном V8 об'ємом 5,6 л (M117) від 560 SEC потужністю 360 к.с. при 5500 об/хв і з обертовим моментом 510 Нм при 4000 об/хв. 300 Е 5,6 AMG розганявся до сотні за 5,4 с і розвивав максималку 303 км/год. Крім того можна було встановити «вісімку» M117 зі збільшеним до 6,0 л об'ємом, потужність і крутний момент якої становили 385 к.с. при 5500 об/хв і 566 Нм при 4000 об/хв відповідно. Розгін останнього до сотні займав 5,0 секунд і набирав максимальну швидкість 306 км/год. Двигун агрегатувався з 4-ступінчастим автоматом від S-класу і диференціалом Gleason-Torsen.
У серпні 1987 року журнал «Road & Track» писав про нього: «седан, який їде як Ferrari Testarossa».
На автомобіль була встановлена підвіска від AMG з укороченими пружинами і жорсткішими амортизаторами, 17-дюймові литі диски та шини Pirelli P700 розмірністю 215/45VR-17 спереду і 235/45VR-17 ззаду. Завдяки передньому і задньому спойлерам і бічним спідницям коефіцієнт аеродинамічного опору становив 0.25.
Кількість випущених автомобілів невідомо.

## Зноски
1. ↑  E-class — W124. Архів оригіналу за 10 лютого 2009. Процитовано 4 травня 2010.
2. ↑  SL 73 AMG R 129. Архів оригіналу за 5 червня 2007. Процитовано 21 квітня 2010.
3. ↑  W124 Brabus 6.5l M119[недоступне посилання з червня 2019]
4. ↑  VÄTH (W124) V12 - 7.2L. BilGalleri (дан.). Архів оригіналу за 12 червня 2017. Процитовано 28 квітня 2022.
5. ↑  Mercedes W124. Архів оригіналу за 5 березня 2016. Процитовано 21 квітня 2010.
6. ↑  1988 Mercedes-Benz 300 E AMG Hammer[недоступне посилання з жовтня 2019] 28.12.2010